# St. Ulrich am Pillersee
St. Ulrich am Pillersee é um município da Áustria, situado no distrito de Kitzbühel, no estado do Tirol. Tem 51,99 km² de área e sua população em 2019 foi estimada em 1.833 habitantes.